# Danced
Danish Cooperation for Environment and Development, DANCED, blev stiftet i 1994. DANCED var placeret som et kontor i Miljøstyrelsen, ansvarlig for miljøsamarbejdet med mellemindkomstlande. DANCED blev nedlagt ved tiltrædelsen af Regeringen Anders Fogh Rasmussen I.
Den direkte baggrund var UNCED, FN's historiske konference om miljø- og udvikling i Rio de Janeiro i 1992, og den fremadrettede Agenda 21. I Rio blev der opnået enighed om at alle lande har et fælles ansvar for at løse de globale miljøproblemer, og at udviklingslande og nyligt industrialiserede lande har et særligt behov for miljøbistand fra de rige lande. I 1993 fulgte Danmark op på målsætningen fra Rio ved at etablere en særlig økonomisk ramme for dansk miljøbistand, udover den ordinære udviklingsbistand. Denne ramme blev først kaldt Miljø og Katastrofe-rammen (MIKA), men blev senere bedre kendt som Miljø-, Freds- og Stabilitetsrammen MIFRESTA. MIFRESTA-rammen blev nedlagt med vedtagelsen af Finansloven for 2002.
DANCEDs aktiviteter var koncentreret i to regioner: Sydøstasien og det sydlige Afrika. I 1994 blev aktiviteterne igangsat i Thailand og Malaysia. Året efter blev aktiviteterne udvidet til Sydafrika og Namibia, og i 1996 til Botswana, Lesotho og Swaziland.

## Miljøbistanden var især rettet mod fire typer af indsatser
- Kapacitetsopbygning på alle niveauer i administrationen, hos folkelige organisationer samt i den private sektor.
- Fremme af bevidsthed om miljøproblemerne og de mulige løsninger på dem.
- Demonstrationsprojekter, som viser hvordan konkrete problemer kan løses.
- Medfinansiering af samarbejde mellem virksomheder, og medfinansiering af de forberedende faser af større miljømæssige anlægsprojekter.

## DANCED – nøgleprincipper
Udvælgelsen af projekter var baseret på følgende kriterier og nøgleprincipper:
- Regional koncentration af aktiviteter, fokuseret på et begrænset antal lande og baseret på et regionalt perspektiv.
- Fokus på et begrænset antal miljømæssige problemkomplekser i hvert land i overensstemmelse med lokale prioriteringer og behov.
- Vægt på lokalt ejerskab.
- Aktiv deltagelse i projekterne fra NGO’er, offentlige institutioner, private virksomheder, arbejdsmarkedets organisationer, universiteter og lignende.
- Tæt samarbejde mellem lokal og dansk ekspertise.
- Promovering af kvinders rolle i løsningen af miljøproblemer.

## DANCEDs indsats var i praksis rettet mod bestemte arbejdsområder
- Miljøproblemer i byerne. Det drejer sig blandt andet om støtte til lovgivning og administration, forbedring af den fundamentale infrastruktur i de fattigste områder, behandling af affald og spildevand, samt genanvendelse.
- Forurening fra industri, hvilket blandt andet indebærer introduktion af renere teknologi, behandling af farligt affald og spildevand, genanvendelse, reduktion af forureningen fra transportsektoren samt arbejdsmiljø.
- Bæredygtig energianvendelse, herunder støtte til opbygning af national energiplanlægning, bæredygtig energiproduktion, energibesparelser, brug af vedvarende energi og så videre.
- Miljøproblemer i forbindelse med landbrug. Det omfatter beskyttelse og forbedring af jord- og vandressourcer, fremme af bæredygtigt landbrug, støtte til at forhindre ørkenspredning, samt projekter der fremmer kvinders deltagelse i udviklingen af bæredygtigt landbrug.
- Vandressourcer, herunder kortlægning, overvågning og analyse af vandressourcerne, administrativ kapacitetsopbygning inden for vandområdet, støtte til projekter, der involverer forbrugerne, mere rationel brug af vandressourcerne, informationsaktiviteter.
- Trusler mod skov- og træressourcerne. Støtte til fastlæggelse af national politik og lovgivning inden for bæredygtig skovbrug, bæredygtig forvaltning af beskyttede skovområder i samarbejde med lokalbefolkningen, skovrejsning med mere.
- Biologisk mangfoldighed, blandt andet støtte til at definere national politik og strategier til beskyttelse af biodiversiteten, planlægning og administration af beskyttede områder, beskyttelse af genetiske ressourcer, og uddannelse af lokalbefolkningen i naturbeskyttelse og bevarelse.
- Beskyttelse af kystområderne, for eksempel støtte til kapacitetsopbygning inden for administration af kystområdernes ressourcer, begrænsning af forurening genoprettelse af områderne, bæredygtig brug af naturressourcerne i kystzonen, inklusive bæredygtigt fiskeri.